# Barraquito
El barraquito o zaperoco és una beguda dolça de cafè molt popular a Tenerife. Sovint se serveix per capes, gràcies a les diferents densitats dels seus ingredients, que són, de la part inferior a l’exterior, llet condensada, licor, cafè exprés i llet escumada. Es serveix en un got mitjà o alt i es decora amb canyella en pols i pell de llimona o llima. El licor sol ser Licor 43, un licor dolç aromatitzat amb 43 espècies, o bé Tía María, que és un licor de cafè jamaicà amb un toc lleuger de vainilla. També existeix una versió sense alcohol.
A la zona nord de l'illa de Tenerife, l'àrea compresa entre Buenavista a l'oest i Puerto de la Cruz a l'est, també és coneguda com a «zaperoco». A l'àrea de Santa Cruz i La Laguna, el barraquito fa referència a un cafè amb llet condensada i llet sencera, que en altres llocs es denomina llet-llet, similar a un cafè bombó (el que el cafè bombó és només llet condensada i cafè. El llet i llet porta llet natural i llet condensada, a més del cafè).
Té similitud amb el cafè asiàtic, tradicional de Cartagènia.

## Origen
Entre els habitants de Santa Cruz de Tenerife, es conta que el barraquito va aparèixer a mitjans del segle segle xx i el seu nom fa referència a un client habitual del Bar Imperial, Don Sebastián Rubio, conegut com el «Barraco» o «Barraquito», que sempre demanava un cafè amb llet condensada en got llarg, un petit got de Licor 43, pell de llimona i canyella. Aquest bar segueix actiu i es troba a les immediacions de la plaça de la Pau. Aquesta història, que «té més de llegenda que d’història», va ser recollida al Diccionari històric-etimològic de l'idioma canari de Marcial Morera.
Segons altres fonts, això va passar al Bar Paragüitas, també a Santa Cruz. També es diu que va ser inventat pel cambrer Don Manolo Grijalbo (qui segons altres va ser un quiosquer), d'un establiment proper al port de la ciutat que servia com a punt de trobada per artistes, empresaris, estudiants, etc.
Sigui quin sigui el seu origen, el barraquito va acabar estenent-se ràpidament per les illes, sent poc conegut a la Península.
Entre l'1 i el 15 de desembre de 2021, l'Associació de Baristes de la Regió de Múrcia va promoure entre les seves cafeteries el canvi de nom del «cafè asiàtic» dels seus menús pel de «barraquito», destinant els ingressos a finançar els danys produïts per l'erupció del volcà de La Palma, en solidaritat amb els habitants de l'illa que la van patir.

## Variants
- Barraquito especial: aquest és el nom que rep el barraquito a l'àrea capitalina, és a dir, capes molt ben distingibles de llet condensada, licor 43, cafè, espuma de llet, canyella i llimona.
- Barraquito verge o sense alcohol: s'omet el licor, és a dir, cafè amb llet i llet condensada, amb la canyella i llimona.

## Preparació
Cada bar té la seva pròpia recepta, aquí només se'n menciona una. Primer s'hi introdueix la llet condensada i, en ordre, el licor, el cafè, la llet, la canyella en pols i la llimona. Si es vol fer per capes, se segueix aquest mateix ordre, segons les seves densitats relatives, i s'estabilitzen les capes amb l'ajuda d’una cullera. De vegades se sol servir amb espuma o nata muntada, depenent de la zona.